# Willis Forko
Willis Forko est un footballeur libérien, né le 12 novembre 1983 à Monrovia (Libéria) et mort le 9 novembre 2021.